# 阿列克谢·叶祖博夫
阿列克谢·彼得罗维奇·叶祖博夫（羅馬化：Aleksey Petrovich Yezubov；1948年2月10日—）是俄罗斯政治人物，第五届、第六届、第七届和第八届国家杜马代表。
从奥尔忠尼启则防空高等防空导弹指挥学校毕业后，叶祖博夫在苏联武装部队服役。1997年，他被任命为西伯利亚铝业有限责任公司财务副总监。1997年至2002年，他领导农业、工业集团Basic Element。他曾担任多家公司和工业组织的董事会成员，包括莫斯科有色金属加工厂、萨延铝厂、Avtogazbank等。2007年，他当选为克拉斯诺达尔边疆区第五届国家杜马代表。2011年、2016年、2021年分别连任第六届、第七届、第八届国家杜马议员。

## 制裁
叶祖博夫于2022年因俄乌战争而受到英国政府制裁。